# Laoshantou
Laoshantou (kinesiska: 老山头, 老山头乡) är en socken i Kina. Den ligger i provinsen Heilongjiang, i den nordöstra delen av landet, omkring 150 kilometer väster om provinshuvudstaden Harbin. Antalet invånare är 17 406. Befolkningen består av 8 613 kvinnor och 8 793 män. Barn under 15 år utgör 14,0 %, vuxna 15-64 år 78 %, och äldre över 65 år 6,0 %.
Genomsnittlig årsnederbörd är 710 millimeter. Den regnigaste månaden är juli, med i genomsnitt 193 mm nederbörd, och den torraste är januari, med 5 mm nederbörd.